# Song Jiayuan
Song Jiayuan (født 15. september 1997) er en kinesisk atlet, som konkurrerer i kuglestød.
Song Jiayuan tog en 5. plads i kuglestød under Sommer-OL 2020 i Tokyo.
Ved sommer-OL 2024 i Paris tog hun bronze i kuglestød.